# Dương Bá Nuôi
Dương Bá Nuôi (1920-2006) là một tướng lĩnh quân sự cấp cao của Quân đội nhân dân Việt Nam. Ông từng giữ các chức vụ Tư lệnh Quân khu Trị Thiên; Phó Chủ tịch Ủy ban Quân Quản  Liên khu 4; Phó Tư lệnh kiêm Tham mưu trưởng Quân khu 4. Sau thời gian lâm bệnh và dưỡng bệnh từ 1983-1986 tại bệnh viện quân y 108 của tỉnh Thừa Thiên Huế, ông về nghỉ hưu với quân hàm Thiếu tướng.

## Thân thế sự nghiệp
Ông sinh năm 1920, quê ở làng Thanh Lương, xã Hương Xuân, huyện Hương Trà, tỉnh Thừa Thiên Huế, xuất thân trong một gia đình quan lại của triều đình Huế, nhà giàu. Ông có người anh trai cả là Dương Bá Quán và ông dượng là ông Dương Quang Hùng là gia đình cơ sở của đồng chí Nguyễn Chí Thanh và đồng chí Hoàng Anh. Người anh ruột và ông dượng của vị tướng từng quen biết với ông Cả Khiêm (tức ông Nguyễn Sinh Khiêm ) anh ruột của Bác Hồ khi ông này thường lui tới làng Thanh Lương để bốc thuốc chữa bệnh. Vì thế, từ nhỏ ông đã sớm được tiếp cận với tư tưởng cách mạng và lòng yêu nước.
Tháng 8 năm 1945, ông tham gia phong trào Việt Minh giành chính quyền. Sau khi Pháp tái chiếm Đông Dương, ông tham gia chiến đấu, đi từ chiến sĩ lên cấp chỉ huy tiểu đoàn. Giữa năm 1950, ông được Quân khu Trị Thiên cử đi tham dự một lớp học tại Việt Bắc, trong dịp này được tiếp xúc lần đầu tiên với Chủ tịch Hồ Chí Minh trong một lần ông đến thăm lớp học. Sau khi hoàn thành khóa học trở về, ông nhận được chỉ thị của cấp trên là ở lại để nghiên cứu và trao đổi kinh nghiệm với các đơn vị khác, nhưng đến cuối năm 1950, ông quyết định trốn về chiến trường Thừa Thiên để được trực tiếp tham gia chiến đấu mà không báo cáo với cấp trên. Về lại chiến trường, ông được Quân khu bổ nhiệm giữ chức vụ Trung đoàn phó Trung đoàn 18 kiêm Tham mưu trưởng trung đoàn. Tuy nhiên, không lâu sau, việc trốn về chiến trường của ông bị phát hiện. Ông phải viết bản tự kiểm điểm và nhận kỷ luật trở lại làm chỉ huy cấp tiểu đoàn.
Trên cương vị Tiểu đoàn trưởng Tiểu đoàn 436, Trung đoàn 101 thuộc  Liên khu 4, ông chỉ huy tiểu đoàn 2 lần tập kích tiêu diệt đồn An Gia trong hệ thống phòng thủ Phú Ốc - Sịa (Quảng Điền) và ngày 12 tháng 2 năm 1951 và đêm ngày 3 và sáng ngày 4 tháng 3 năm 1951.
Đầu năm 1953, ông được lệnh ra Việt Bắc để học tập chỉnh quân. Trong đợt này, ông có dịp lần thứ 2 gặp Chủ tịch Hồ Chí Minh. Sau khi trở về, ông tiếp tục giữ chức vụ Tiểu đoàn trưởng Tiểu đoàn 436. Đầu năm 1953, ông chỉ huy tiểu đoàn dẫn đầu đội hình Trung đoàn 101 theo đường xuyên Trường Sơn tiến thẳng xuống Hạ Lào, đánh chiếm thị xã Attapeu, mở màn chiến dịch Đông – Xuân 1953-1954. Ông cùng đơn vị chiến đấu trong đội hình Trung đoàn 101 cơ động trên các mặt trận Trung - Hạ Lào và Đông bắc Campuchia cho đến sau trận Điện Biên Phủ mới rút về nước.
Sau khi về nước, đơn vị ông được tái tổ chức, ông được bổ nhiệm làm Trung đoàn trưởng Trung đoàn 101. Đầu thập niên 1960, ông được lệnh vào Quân khu Trị Thiên nhận nhiệm vụ. Tháng 12 năm 1963, ông ra Hà Nội báo cáo tình hình của chiến trường Quân khu IV (lúc này ông là Tham mưu trưởng Quân khu). Trong dịp này, ông lần thứ 3 gặp và tiếp chuyện với Chủ tịch Hồ Chí Minh. Rời cơ quan, đi dọc biên giới Lào-Việt đến làng Ho (Quảng Bình) thì có xe của Bộ Tổng tham mưu đón. Ra Hà Nội, sau một đêm nghỉ ngơi, ông đến Văn phòng làm việc của Bộ Tổng tham mưu để làm việc với đồng chí Văn Tiến Dũng . Khi biết có đồng chí Dương Bá Nuôi ở chiến trường Trị-Thiên-Huế ra báo cáo tình hình, Bác nói: -"Hay quá, nhưng hôm nay Bác bận, Bác muốn nghe tình tình Trị-Thiên-Huế, văn phòng sẽ thu xếp và báo cho cháu sau". Sáng hôm sau, đúng giờ, Bác qua để nghe báo cáo. Vừa ngồi xuống, Bác vào chuyện ngay: “Chú Dũng (Đại tướng Văn Tiến Dũng), chú có thể về làm việc, Bác biết chú còn nhiều việc lắm, cứ để Bác với chú Nuôi trò chuyện cũng được”.
Sau khi trở về chiến trường, ông được bổ nhiệm làm Tư lệnh Quân khu Trị Thiên (thuộc Mặt trận B5), chịu trách nhiệm phối hợp với Đoàn 559 làm đường ô tô từ La Hạp đi A Túc để chuyển hàng cho chiến trường Trị Thiên (đường B45), đón các đơn vị chính quy vào Nam chiến đấu, trong đó có một bộ phận của Trung đoàn 101 với phiên hiệu Trung đoàn 101A.
Đêm mồng 5, rạng sáng 6 tháng 4 năm 1967, ông chỉ huy bộ đội địa phương Hương Trà phối hợp với đặc công quân khu Trị Thiên đánh tập kích đồn Km17, diệt gọn Trung đoàn Bộ binh 3 do Thiếu tá Nguyễn Văn Thọ - Chỉ huy trưởng, bắt được 120 tù binh và thu nhiều chiến lợi phẩm.
Đầu năm 1968, ông là một trong 2 cán bộ của Sư đoàn 325 cử phối thuộc Sư đoàn 304 tham gia chỉ huy trong trận Làng Vây. Sau trận này, ông được phân công giữ chức Tham mưu phó Quân khu. Sau Chiến dịch 1972, ông được bổ nhiệm làm Phó tư lệnh Quân khu 4, hàm Thượng tá, phụ trách Sở chỉ huy cơ bản ở Cốc Ba Bó, trực tiếp chỉ đạo, chỉ huy cánh Bắc Huế và Quảng Trị, đồng thời lo giải quyết việc hậu phương.
Trong Chiến dịch Huế - Đà Nẵng, ông trực tiếp chỉ huy một mũi đột kích gồm Trung đoàn 4 và một số đơn vị lẻ giao chiến với một Lữ đoàn Thủy quân Lục chiến Việt Nam Cộng hòa và tiến chiếm thành phố Huế. Ông được thăng hàm Đại tá ngay trong trận này.
Sau khi chiếm được Huế, ông được phân công làm Phó Chủ tịch Ủy ban Quân Quản Thừa Thiên Huế và giữ chức vụ này từ tháng 3 đến tháng 7 năm 1975, đến khi chính quyền dân sự được thành lập. Ông được bổ nhiệm làm Phó Tư lệnh kiêm Tham mưu trưởng Quân khu IV và giữ chức vụ này cho đến khi nghỉ hưu với quân hàm Thiếu tướng.
Sau khi nghỉ hưu, ông được bầu vào chức vụ Chủ tịch Hội Cựu chiến binh tỉnh Thừa Thiên Huế.
Ông qua đời năm 2006 tại Huế.
Ngày 23 tháng 12 năm 2013 UBND Tỉnh Thừa Thiên Huế đã có Quyết định số 59/2013/QĐ-UBND của UBND Tỉnh Thừa Thiên - Huế: Về việc điều chỉnh và đặt tên đường tại các phường thuộc thị xã Hương Trà. trong đó có đặt tên một con đường mang tên Dương Bá Nuôi cho một con đường tại Làng Thanh Lương thuộc thị xã Hương Trà nơi quê hương của ông.

## Giai thoại
Năm 1963, ông đại diện Quân khu Trị Thiên ra Bắc báo cáo cho Chủ tịch Hồ Chí Minh. Sau khi nghe báo cáo, Hồ Chủ tịch hỏi:
- Chú ở đâu, gia đình thế nào?
Do e ngại vấn đề giai cấp nên ông rụt rè trả lời:
- Thưa Bác, cháu là con quan ạ.
Hồ Chủ tịch ngắt lời:
- Con quan cũng tốt chứ sao. Bác cũng là con quan đấy. Thế đã được gọi là "cậu ấm" chưa?
Hồ Chủ tịch lại hỏi:
- Chú đi ra đây bằng đường nào?
Ông Nuôi chỉ vào bản đồ, đáp:
- Cháu đi đường núi, vì đi đường đồng bằng không an toàn.
Hồ Chủ tịch nói:
- Làm cách mạng mà đi trong dân lại không an toàn à? Đi trong dân mới ăn chắc.